# Tom Courtney
Pour les articles homonymes, voir Courtney.
Thomas William Courtney, dit Tom Courtney, né le 17 août 1933 à Newark (New Jersey) et mort le 22 août 2023 à Naples (Floride), est un athlète américain, deux fois champion olympique lors des Jeux olympiques de 1956, sur 800 m et au titre du relais 4 × 400 m.

## Palmarès
| Date | Compétition     | Lieu      | Résultat | Épreuve   | Performance  |
| ---- | --------------- | --------- | -------- | --------- | ------------ |
| 1956 | Jeux olympiques | Melbourne | 1er      | 800 m     | 1 min 47 s 7 |
| 1956 | Jeux olympiques | Melbourne | 1er      | 4 × 400 m | 3 min 04 s 7 |